# Gare de Mérirès
La gare de Mérirès, est une ancienne halte ferroviaire algérienne située sur le territoire de la commune de Beni Ounif, dans la wilaya de Béchar.

## Situation ferroviaire
Établie à une altitude de 885,100 m, la gare est située au point kilométrique (PK) 557,523 de la ligne de Oued Tlelat à Béchar, où elle est précédée de la gare de Beni Ounif et suivie de la gare fermé de Bou Aïch.

## Histoire
La gare est mise en service en 1905 lors de l'ouverture de la section de Beni Ounif à Ben Zireg de l'ancienne ligne à voie étroite d'Oran à Kenadsa via Saïda. Précédée de la  gare de Beni Ounif et suivie de l'ancienne gare de Bou Aïch, elle était située au PK 655,600 de cette ligne,,.
Cette gare fait partie des gares fortifiées en Algérie construites par l'armée française entre 1881 et 1906 le long de la ligne entre Saïda et Béchar.

## Service des voyageurs

### Dessertes
En 2023, cette halte n'est pas desservie par les trains de la Société nationale des transports ferroviaires.